# Stipa haussknechtii
Stipa haussknechtii är en gräsart som beskrevs av Pierre Edmond Boissier. Stipa haussknechtii ingår i släktet fjädergrässläktet, och familjen gräs. Inga underarter finns listade i Catalogue of Life.